# Холманйоки
Холманйоки (фин. Holmanjoki) — река на территории Финляндии и России, протекает по Южной Карелии и Выборгскому району Ленинградской области. Сливаясь с рекой Сареноя, образует реку Сторожевую. Российская часть реки имеет протяжённость 2 км.

## География и гидрология
Большая часть реки расположена на территории Финляндии, в реку впадают притоки фин. Hangasoja, фин. Huuvessuonoja Капаканйоки фин. Kapakanjoki, а притоком фин. Pehkeisienoja и Мятяссуноя фин. Mätässuonoja она сообщается с Вуоксой. В долине реки расположен населённый пункт Сало

## Данные водного реестра
По данным государственного водного реестра России относится к Балтийскому бассейновому округу, водохозяйственный участок реки — Водные объекты бассейна оз. Ладожское без рр. Волхов, Свирь и Сясь, речной подбассейн реки — Нева и реки бассейна Ладожского озера (без подбассейна Свирь и Волхов, российская часть бассейнов). Относится к речному бассейну реки Нева (включая бассейны рек Онежского и Ладожского озера).
Код объекта в государственном водном реестре — 01040300212102000009492.